# Inkerman River
Der Inkerman River ist ein Fluss im Südwesten des australischen Bundesstaates Tasmanien. 

## Geografie
Der rund 13 Kilometer lange Inkerman River entspringt an den Osthängen des Rocky Hills im Südwesten des Cradle-Mountain-Lake-St.-Clair-Nationalparks. Von dort fließt er nach Süden bis zum Lyell Highway, wo er in den Collingwood River mündet.